# 東京科学大学博物館
東京科学大学博物館（とうきょうかがくだいがくはくぶつかん、Science Tokyo Museum and Archives）は、東京科学大学の大学博物館である。

## 概要
東京科学大学博物館は、東京科学大学に付属する大学博物館である。前身の東京工業大学博物館では、教育と研究の歴史的成果、先端研究や社会への応用実績等を収集・調査・保存・研究及び伝承することにより、社会に向けて広く発信することを目的としていた。東京科学大学博物館は、大岡山キャンパスにある百年記念館とすずかけ台キャンパスにあるすずかけ台分館とがある。

## 沿革
東京科学大学博物館は、東京工業大学創立100周年を記念して建設された百年記念館に入っている。大学創立記念事業としての百年記念館構想は、東京工業大学所蔵の研究機器、研究成果の収蔵、展示を通じて日本の工業教育、理工学界史の中における東京工業大学の位置づけを明らかにする博物館の建設構想が持ち上がったことが始まりとなった。その後、様々な百年記念事業が検討される中で、最終的に残った三事業の一つとして百年記念館建設が進められた。構想段階では博物館として考えられていた百年記念館であるが、大学内の会議室不足等のため、学内のコミュニケーションを図る場所の機能も盛り込む必要性が指摘されたことにより、交流を図る場所として建物の2階、3階部分は大小の会議室、談話室、そして最上階である4階にはやはり交流、情報交換の場としてのレストラン、バーが設けられた。
百年記念館は1987年11月にオープンした。記念館開設当初は地階の特別展示室、収蔵庫が博物館としての常時展示、収蔵スペースであったが、寄付などによって収蔵品が増加し、記念館の企画展示会（特別展示）が定期的に行われるなど、博物館としての機能充実が進んできた。そのような中で、徐々に展示スペースの拡張、記念館内の部屋の展示室への改装が行われ、2010年度には2階に設けられていた会議室が展示室に改装された。2010年度の改装はグッドデザイン賞を受賞し、拡張された展示スペースの中に、東京工業大学の沿革を紹介する展示室の他、大学を代表する諸研究成果、所蔵品、そして百年記念館を設計した篠原一男を記念した展示室が設けられた。収蔵品も世界で唯一可動状態で保存されているスターリングエンジン、民藝運動で活躍した河井寛次郎、濱田庄司らの作品コレクションなど、多くの貴重な資料が展示されることになった。
2010年の改装後、体裁的には博物館として整ってきたものの、博物館を支える人的リソース、スペースは不足していた。そこで2010年12月、東京工業大学内で東京工業大学博物館設立準備部会が発足し、博物館設置の構想が練られた。その結果、百年記念館とすずかけ台フロンティア創造共同研究センター内の「東工大新技術コーナー」を東京工業大学博物館とする案が決定され、また並行して博物館相当施設への登録も進められ、2011年3月31日、百年記念館を継承した東京工業大学博物館が文部科学省から博物館相当施設に指定された。同年4月1日東京工業大学博物館設立。初代館長大倉一郎。同年10月に飯塚久夫が第2代館長に就任。
2024年10月1日、東京工業大学と東京医科歯科大学の統合により東京科学大学が発足し、東京工業大学博物館は東京科学大学博物館へと名称が改められ、両大学の歴史に関わる資料の蒐集・調査研究に取り組むこととなった。

## 建物について
1983年度中に篠原一男が建築を担当することが決定し、1986年10月に着工、1987年9月に竣工、11月3日に竣工式典が行われた。
東京科学大学博物館の建物は地下1階、地上4階、塔屋1階建ての一部鉄骨造の鉄筋コンクリート造で、8m×21m、8m×31mの2つの矩形を斜線で結んだ複合体と、その複合体の上部に固定された半円柱面からなる。半円柱面の外装にはステンレススチール板を、直方体部分の外装にはアルミニウム板を用いている。篠原は「零度の機械」「プログレッシブ・アナーキー」という概念を提示し、特異な半円柱面を大学のキャンパスと街との会話の記号としてとらえている。

### 建築の概要
- 面積
  - 建築面積 : 760.30 m2
  - 延床面積 : 2687.02 m2
- 構造
  - 主体構造 : 鉄筋コンクリート造 一部鉄骨造
  - 階数 : 地下1階・地上4階・塔屋1階建
- 設計
  - 建築 : 篠原一男
  - 構造 : 木村俊彦構造設計事務所、東京工業大学和田章研究室
- 建設費 : 8億3000万円

出典

## 展示資料について
実物資料約600点、文献資料約6,200点を所蔵し、その一部を展示公開している。百年記念館の地下1階と地上2階が展示室である。

### 地階展示室
特別展示室Aでは、陶磁器研究、建築資料、化学、化学工学研究、フェライト研究、フライト研究、東京工業大学で育った工芸・デザインの先進者たちなどのコーナーがあり、ゴットフリード・ワグネルをはじめ、東京工業大学ゆかりの工芸作家の作品や、東京工業大学出身でノーベル賞受賞者である白川英樹の導電性高分子の開発に関する資料などを展示している。
特別展示室Bでは、紡織機械コーナー、歯車研究、ロボット研究、ホログラム常設展示、世界的技術遺産等のコーナーがあり、東京工業大学初のスーパーコンピュータETA10、1897年頃に輸入研究された原型に近い初期型パーソンズ・タービン、世界最古級のスターリングエンジンなどを展示している。

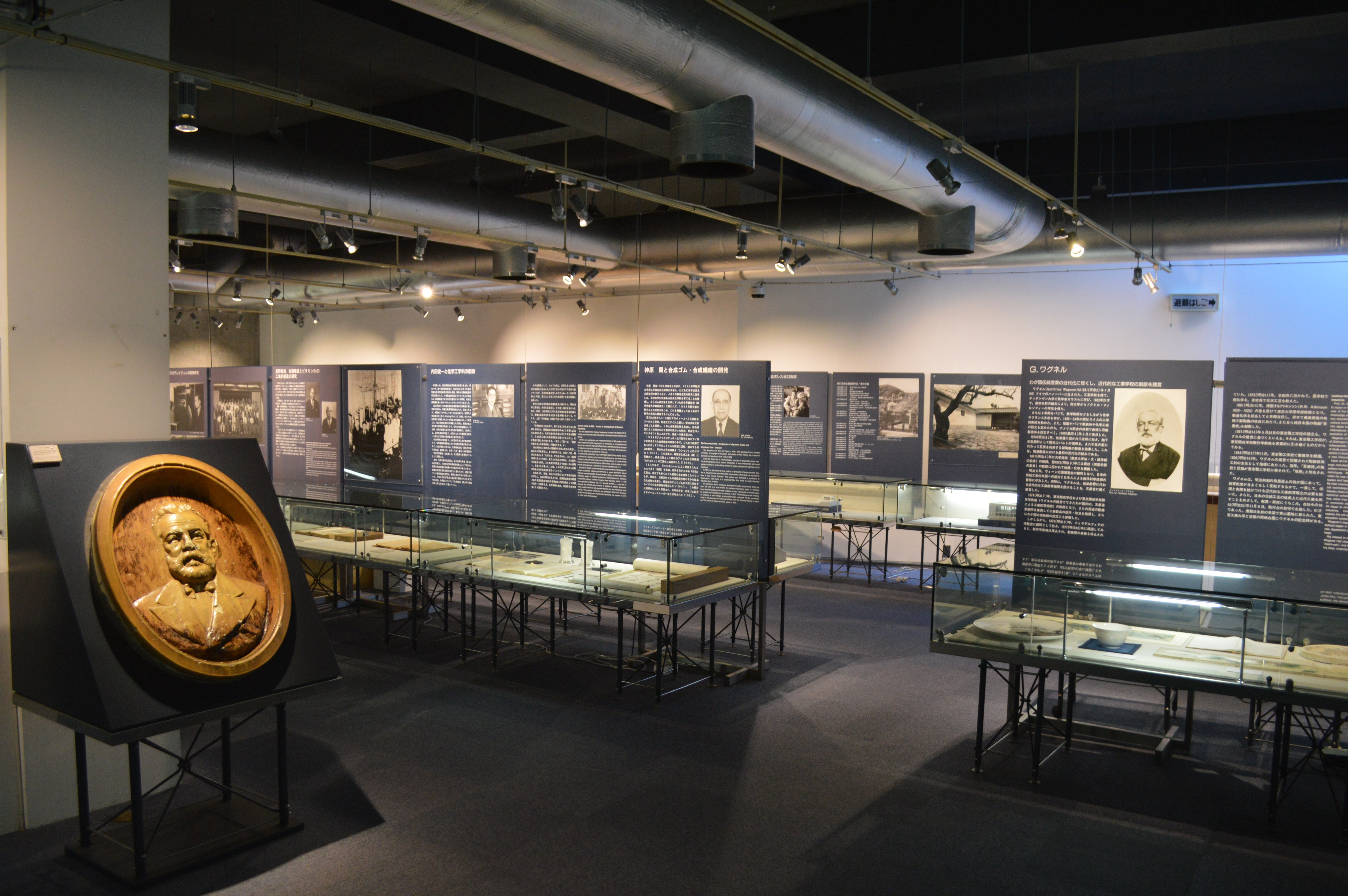
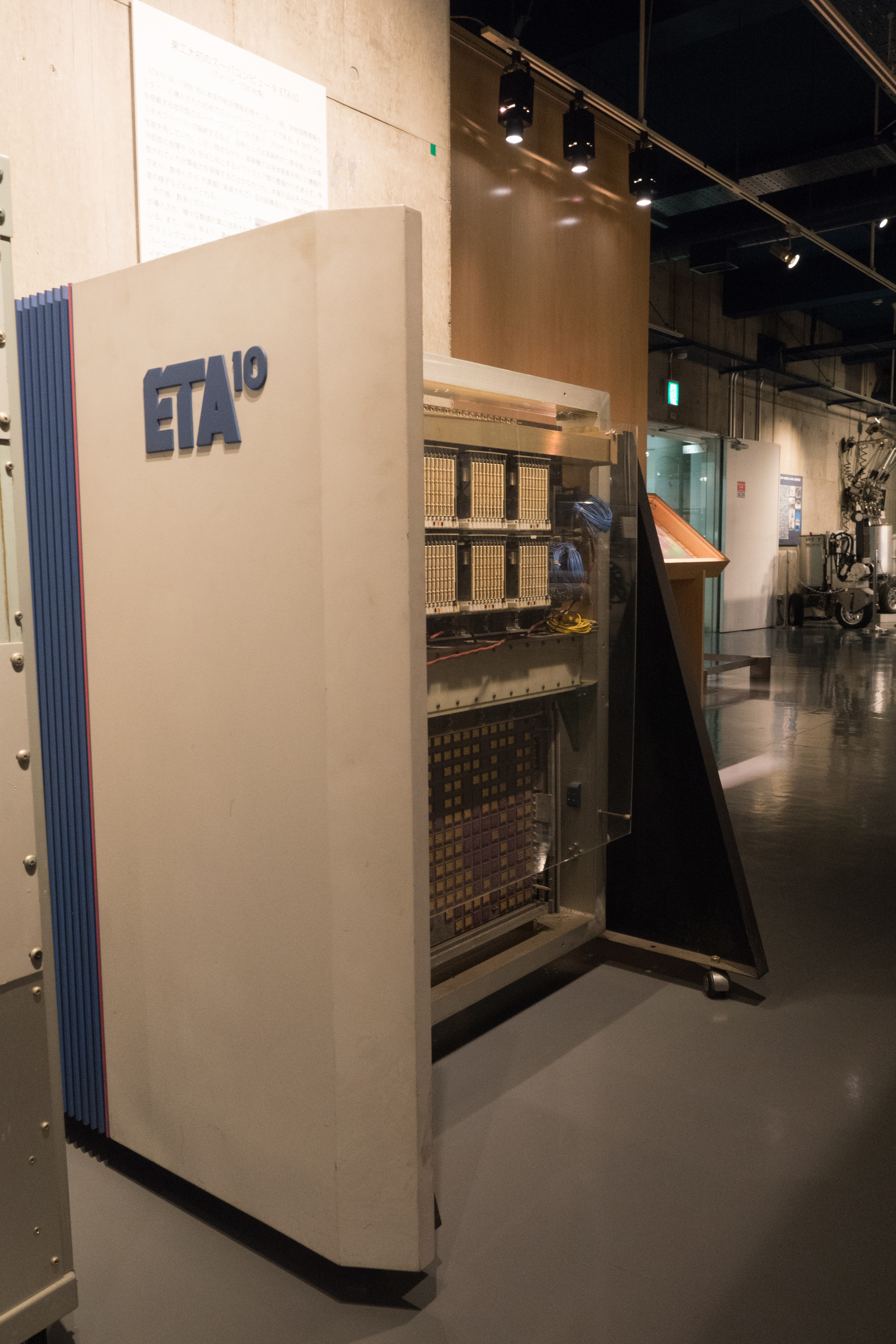
ETA10
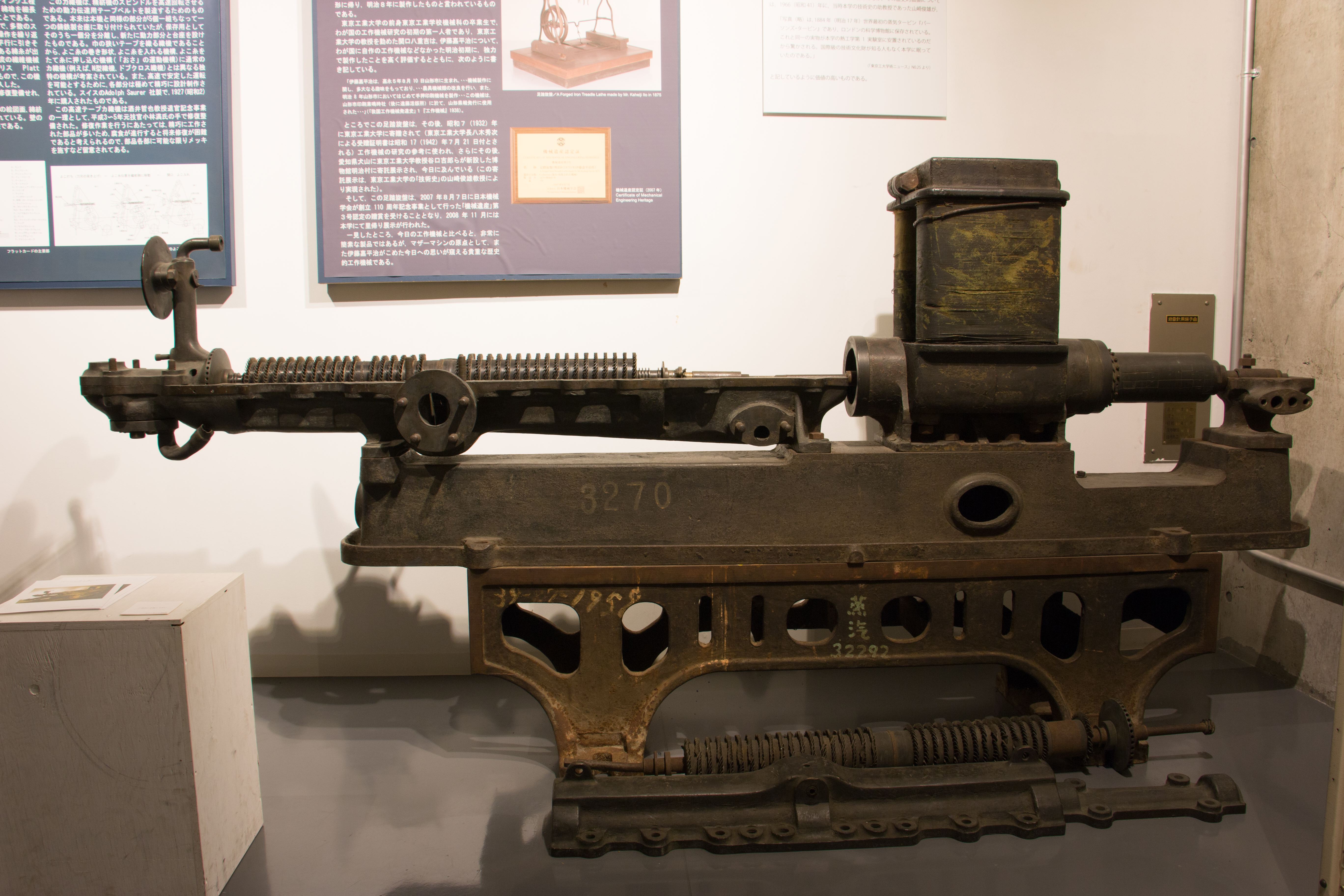
パーソンズ・タービン
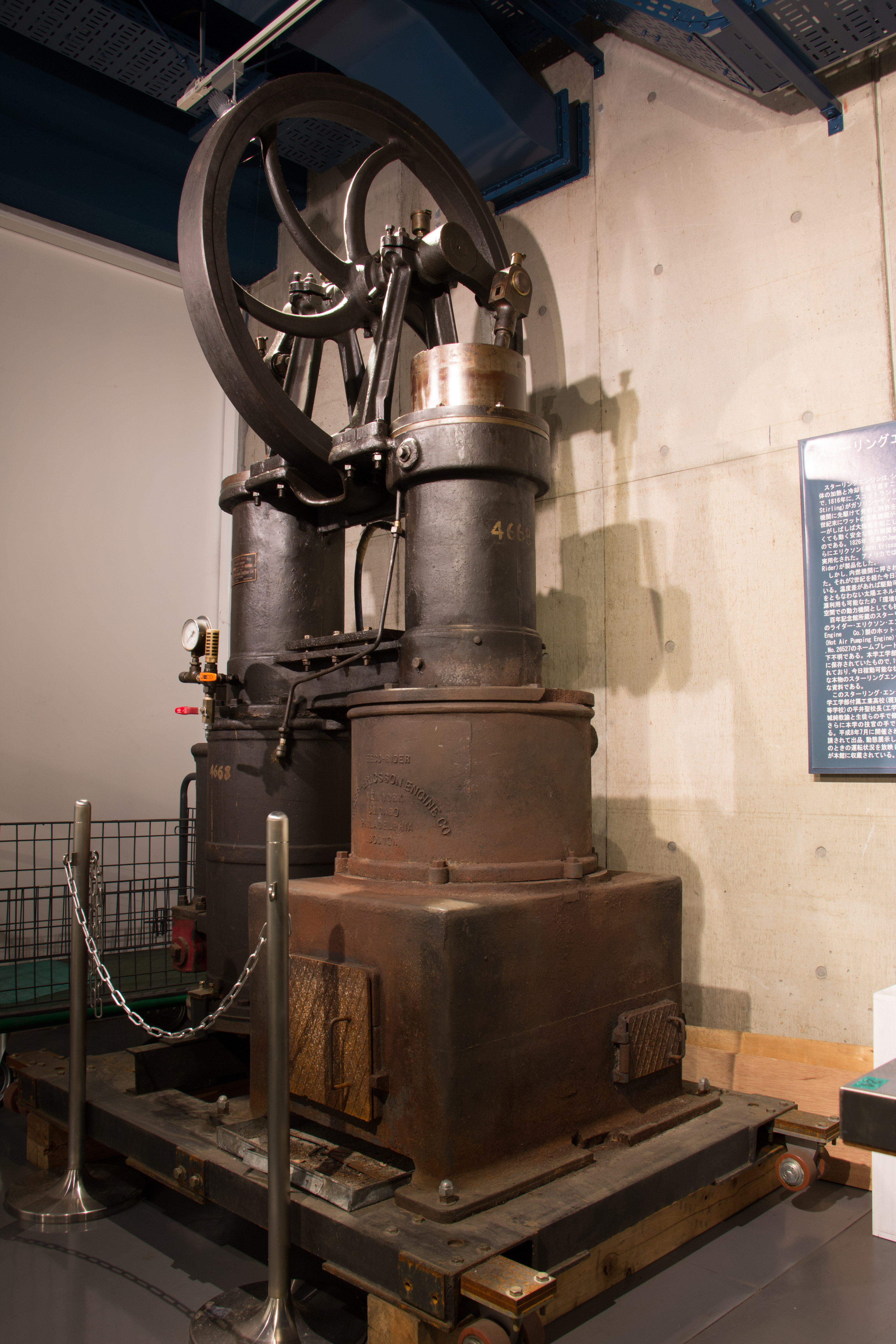
スターリングエンジン
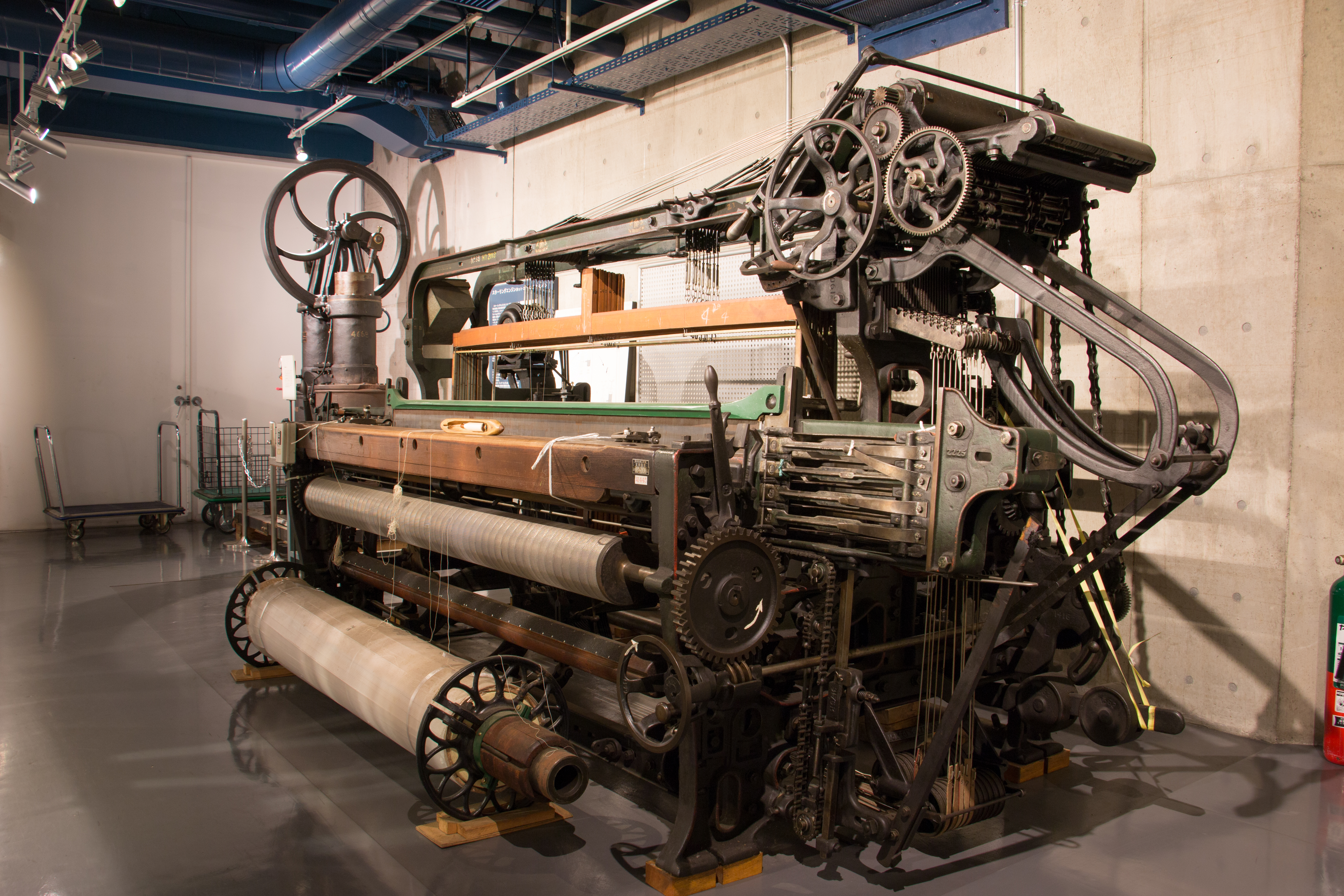
大型毛織機ドブクロス
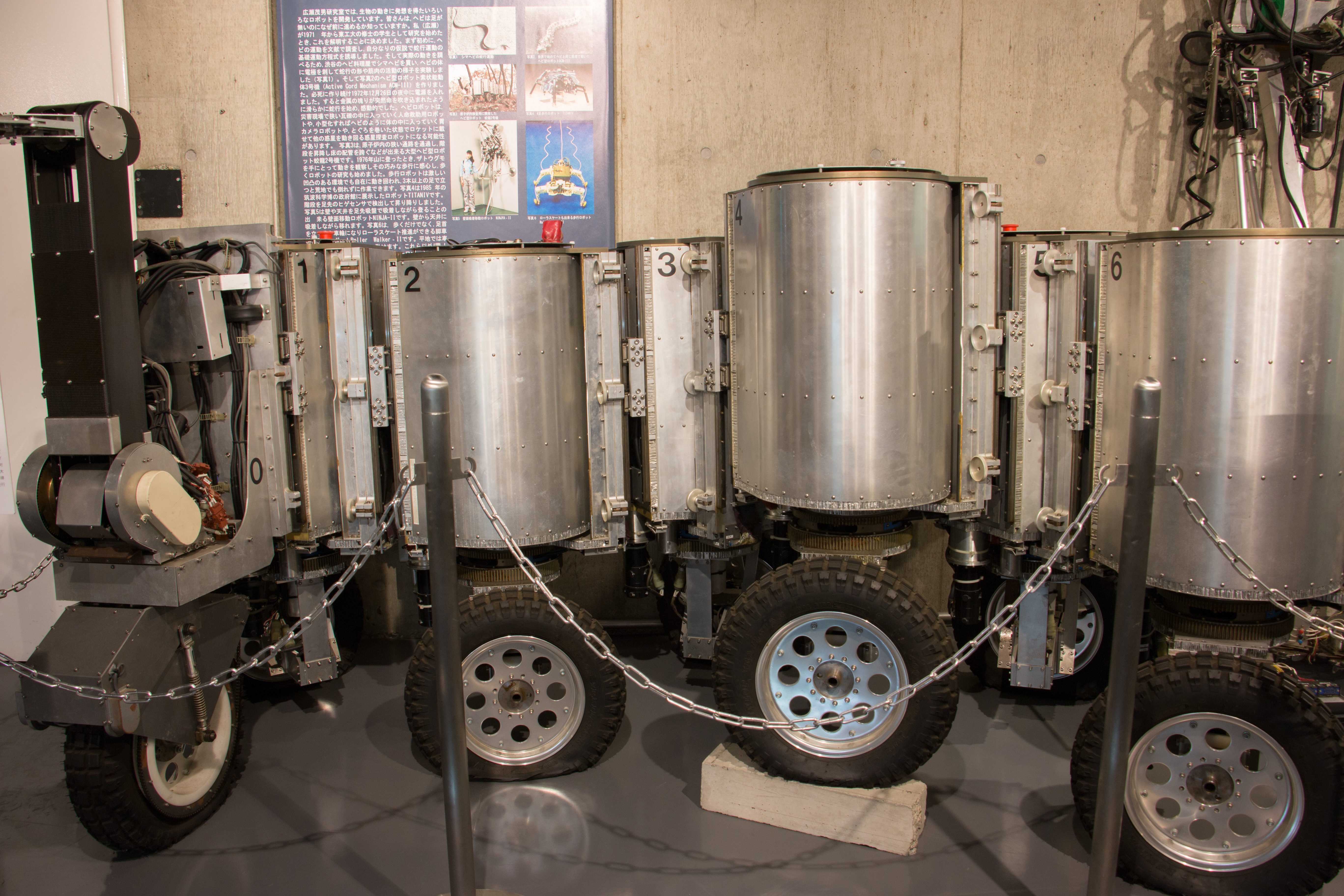
蛟龍2号機
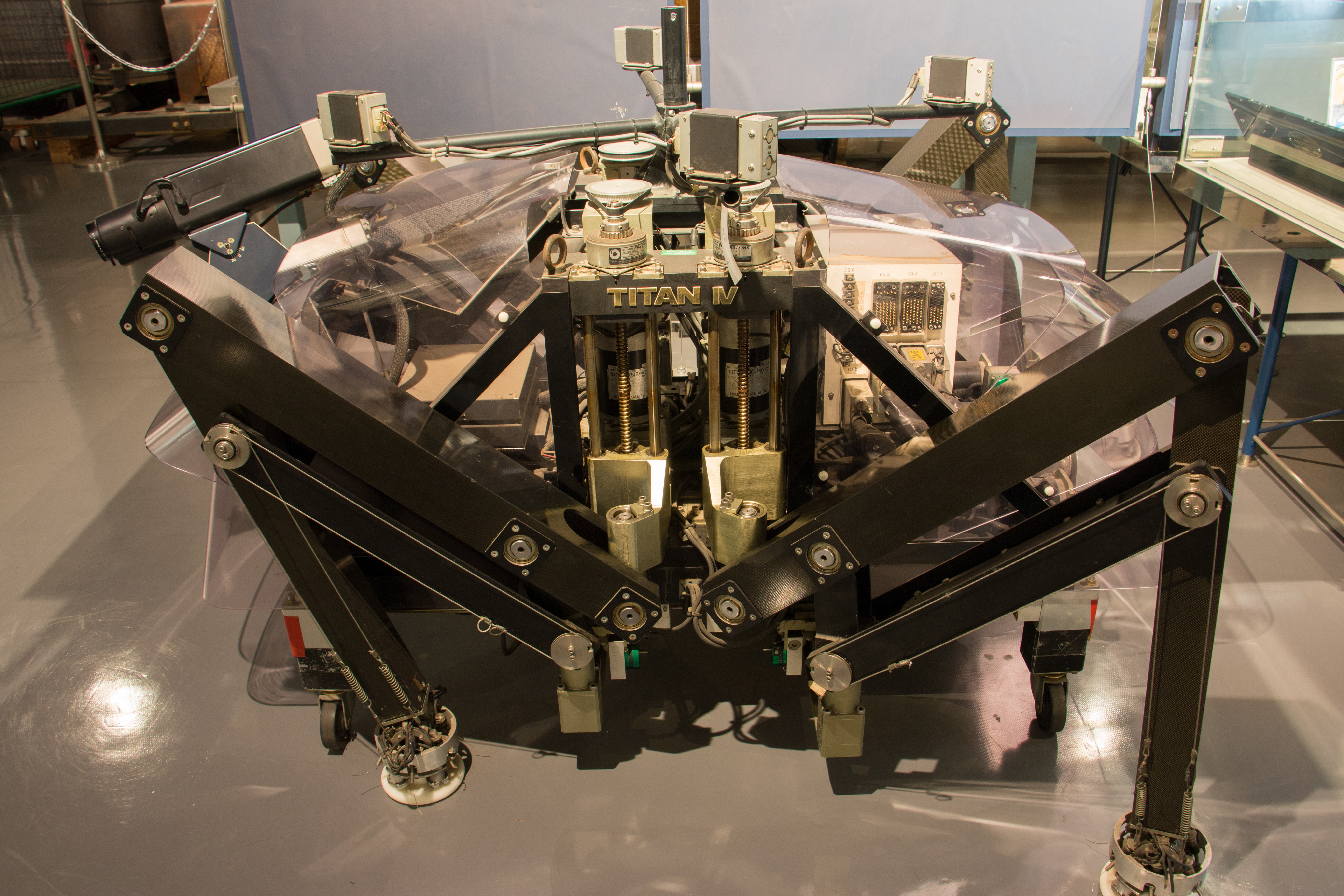
タイタン4号機
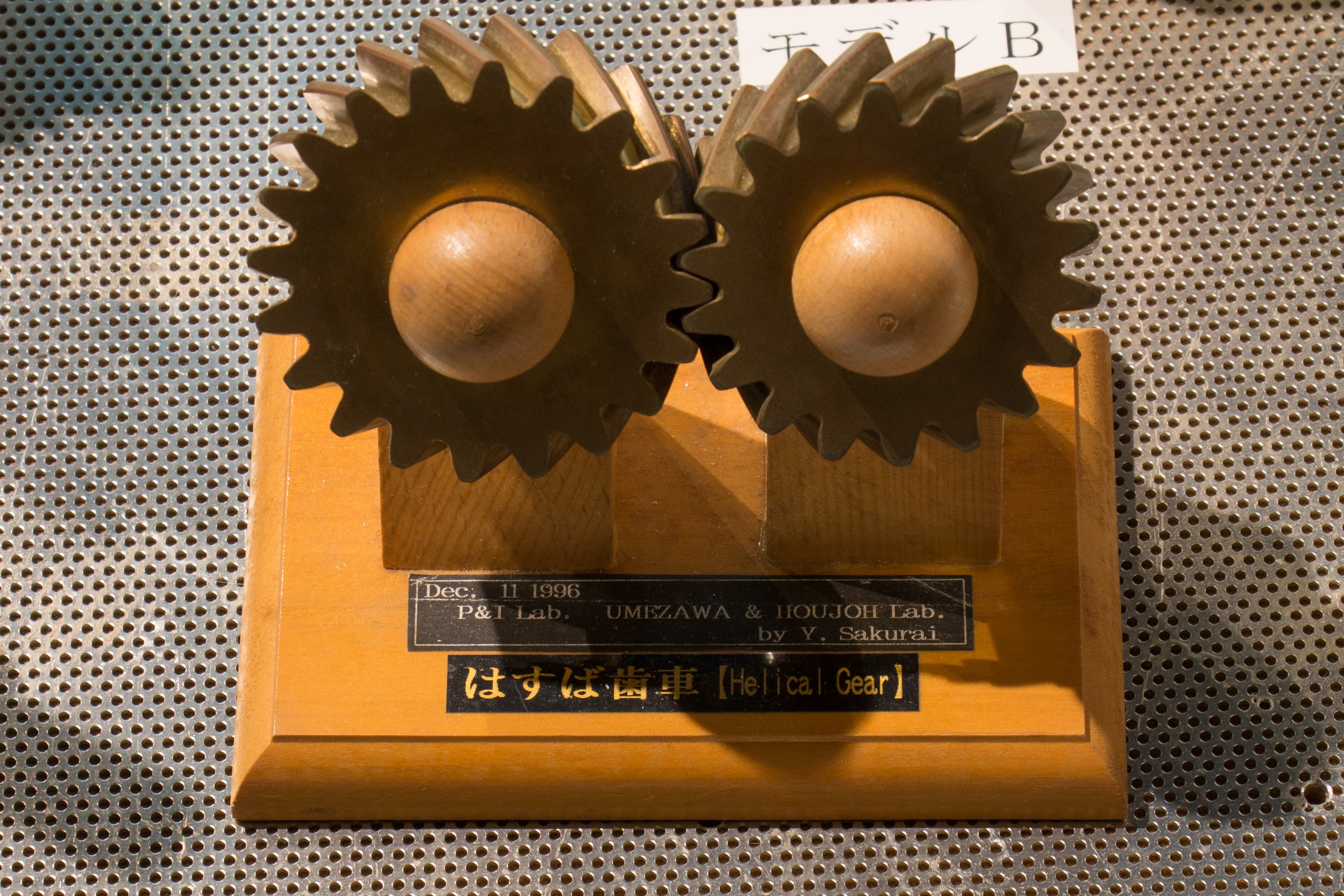
はすば歯車

### 2階展示室

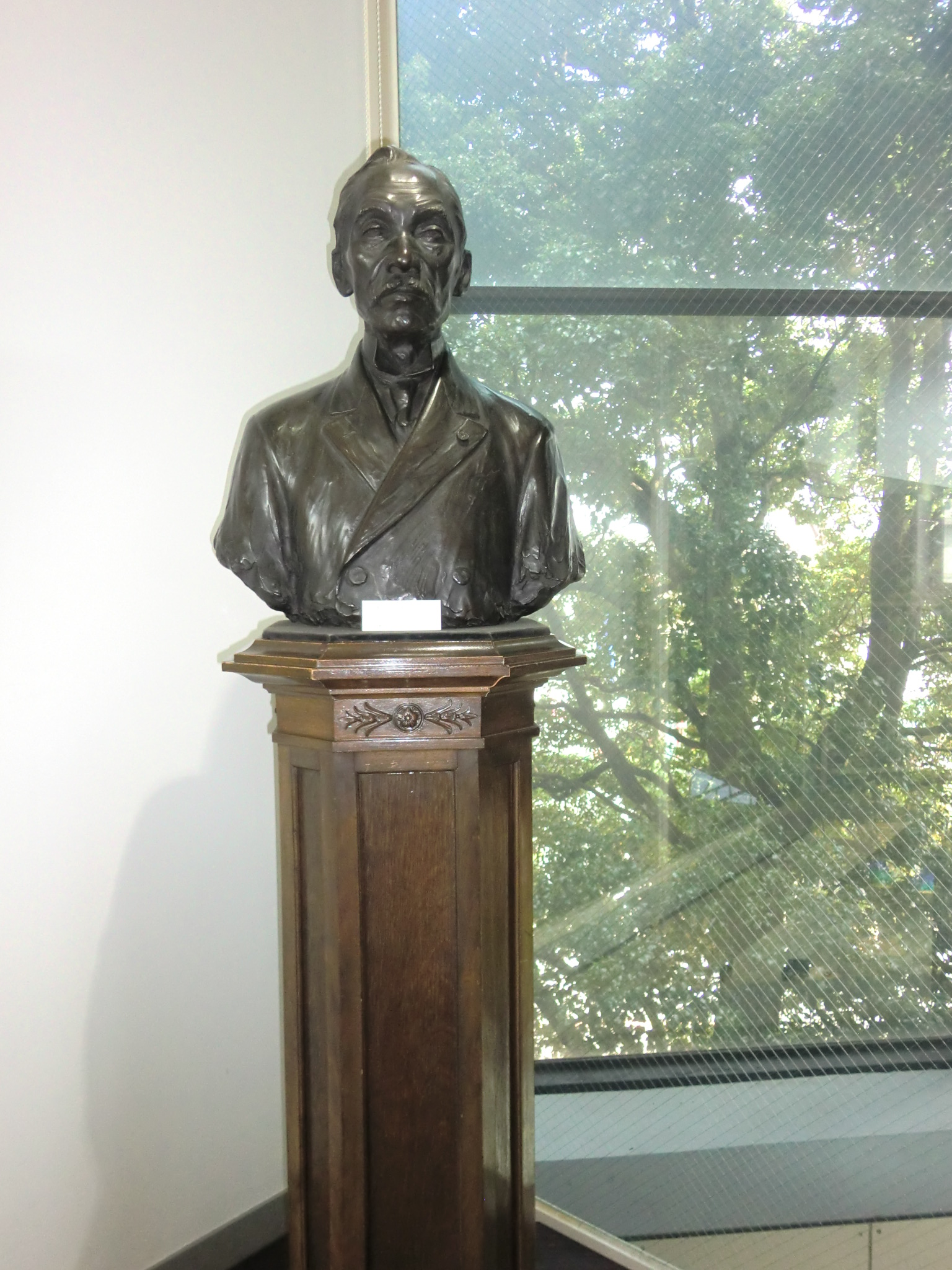
手島精一像

2階は「東京職工学校創設〜新制東工大の発展」「電気〜光／通信の先端研究史」「地球史」「百年記念館／篠原一男」の4つのテーマ展示室がある。
大学史のコーナーである「東京職工学校創設〜新制東工大の発展」では、東京職工学校の初代校長正木退蔵、第2代校長手島精一、終戦後の大学改革を行った和田小六に関する資料を展示している。
「電気〜光／通信の先端研究史」では、1920年代末頃から今日にかけて東京工業大学で行われた先端技術に関する資料、真空管コレクション、水晶振動子の切り出し模型等を展示している。
「地球史」コーナーでは、鉱物標本や化石、岩石等を実物資料を展示している。
「百年記念館／篠原一男」には、百年記念館の模型のほか、百年記念館を設計した篠原一男の作品を展示している。

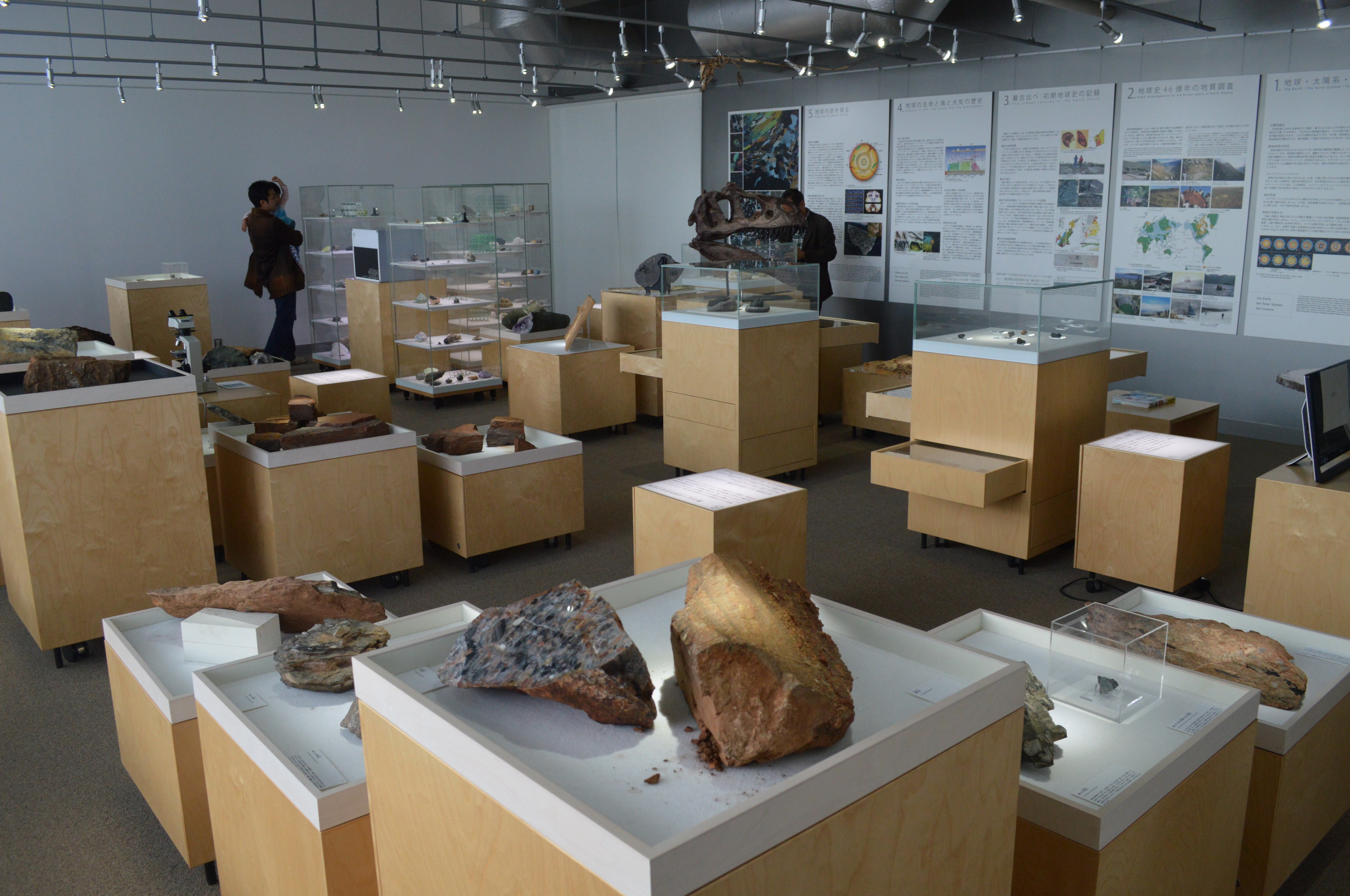
地球史展示室
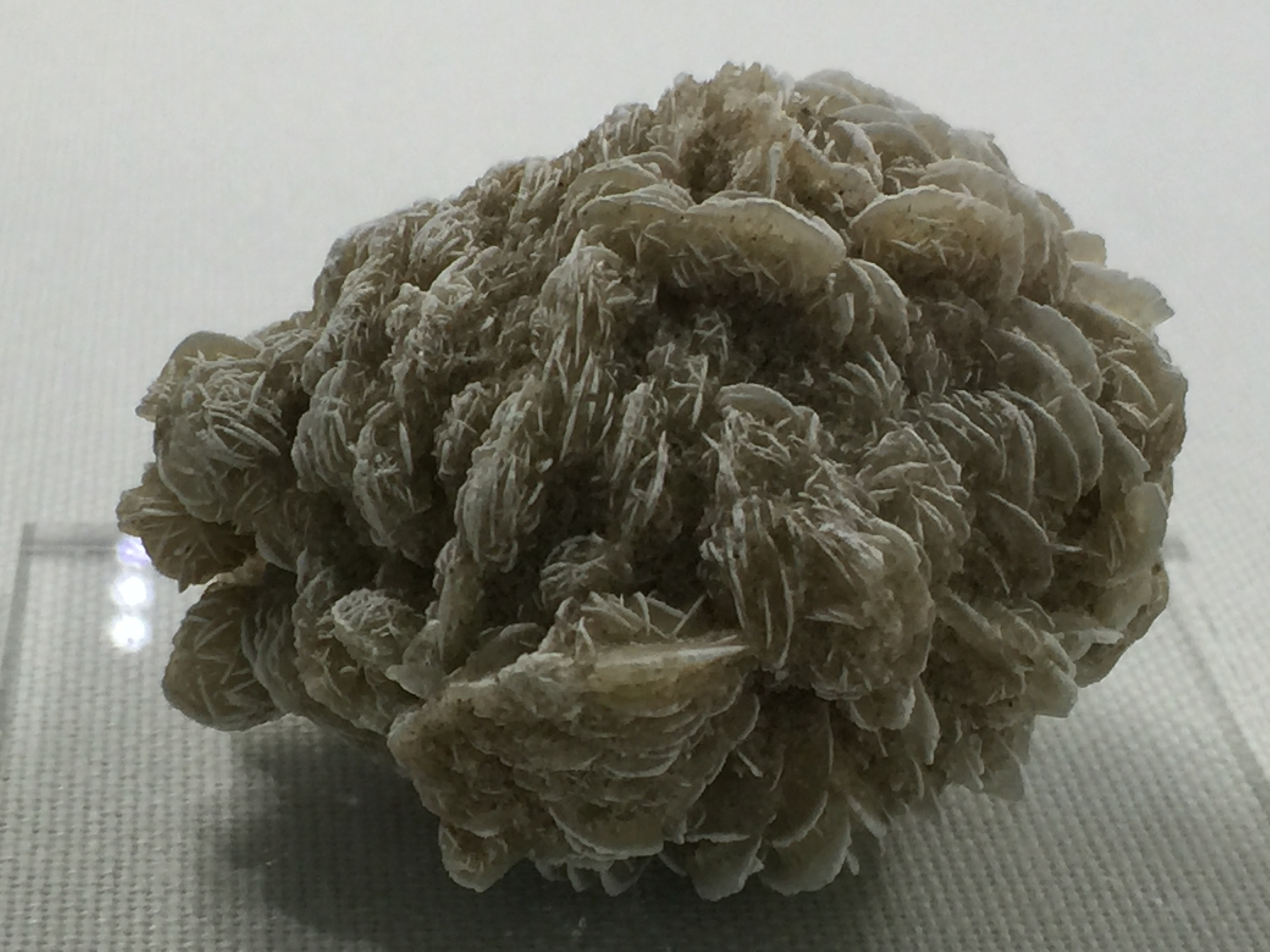
砂漠のバラ
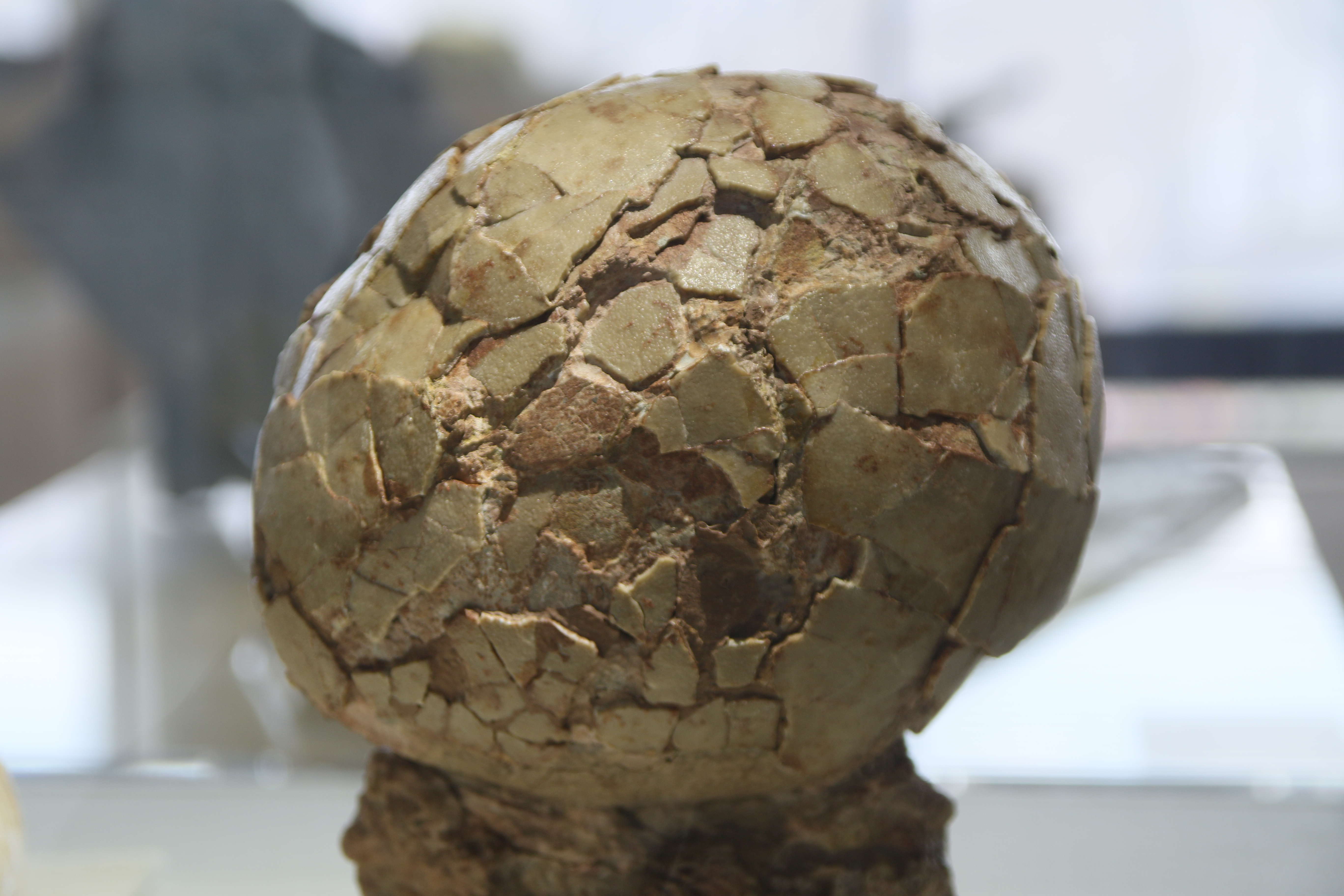
恐竜の卵化石
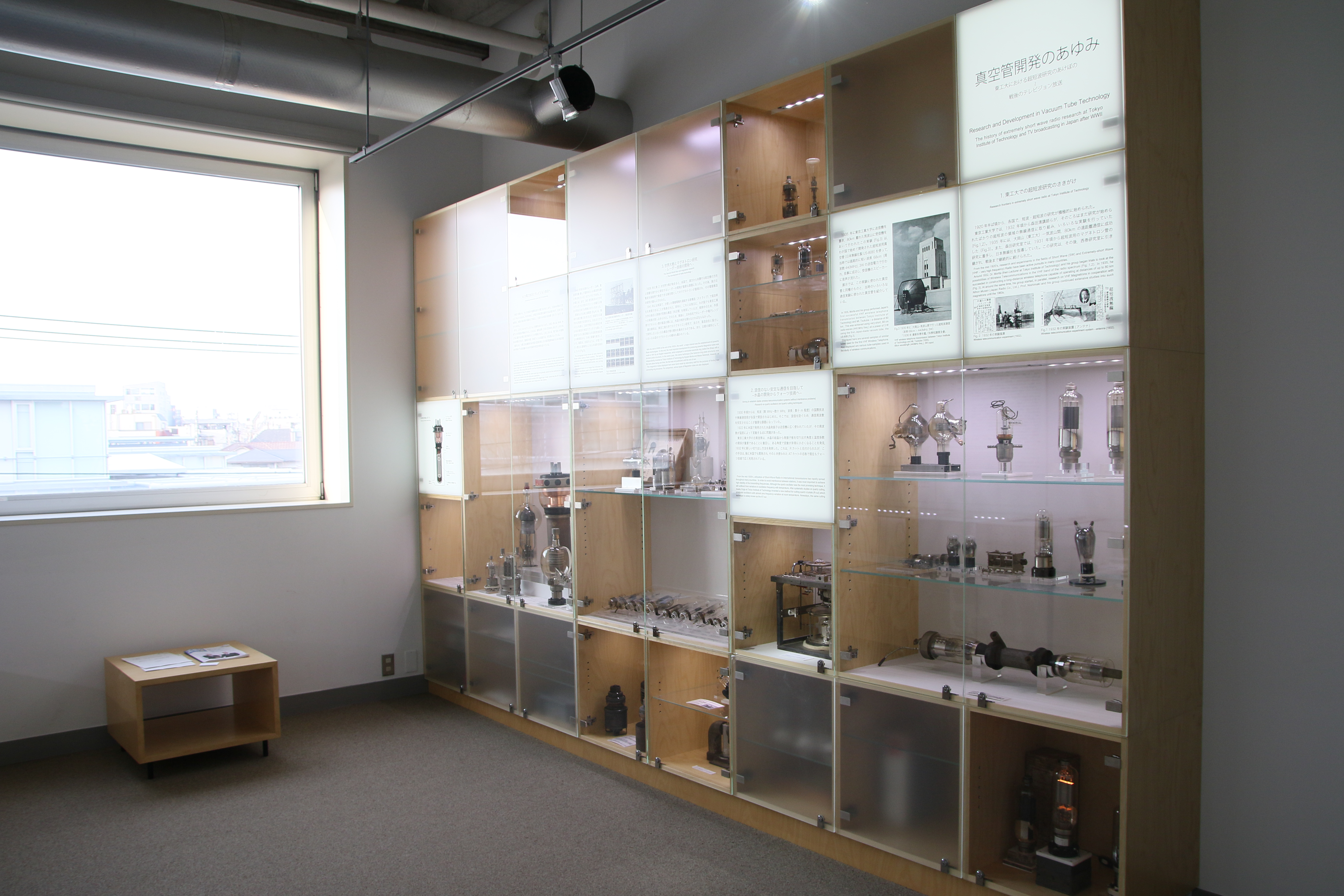
電気〜光通信展示室
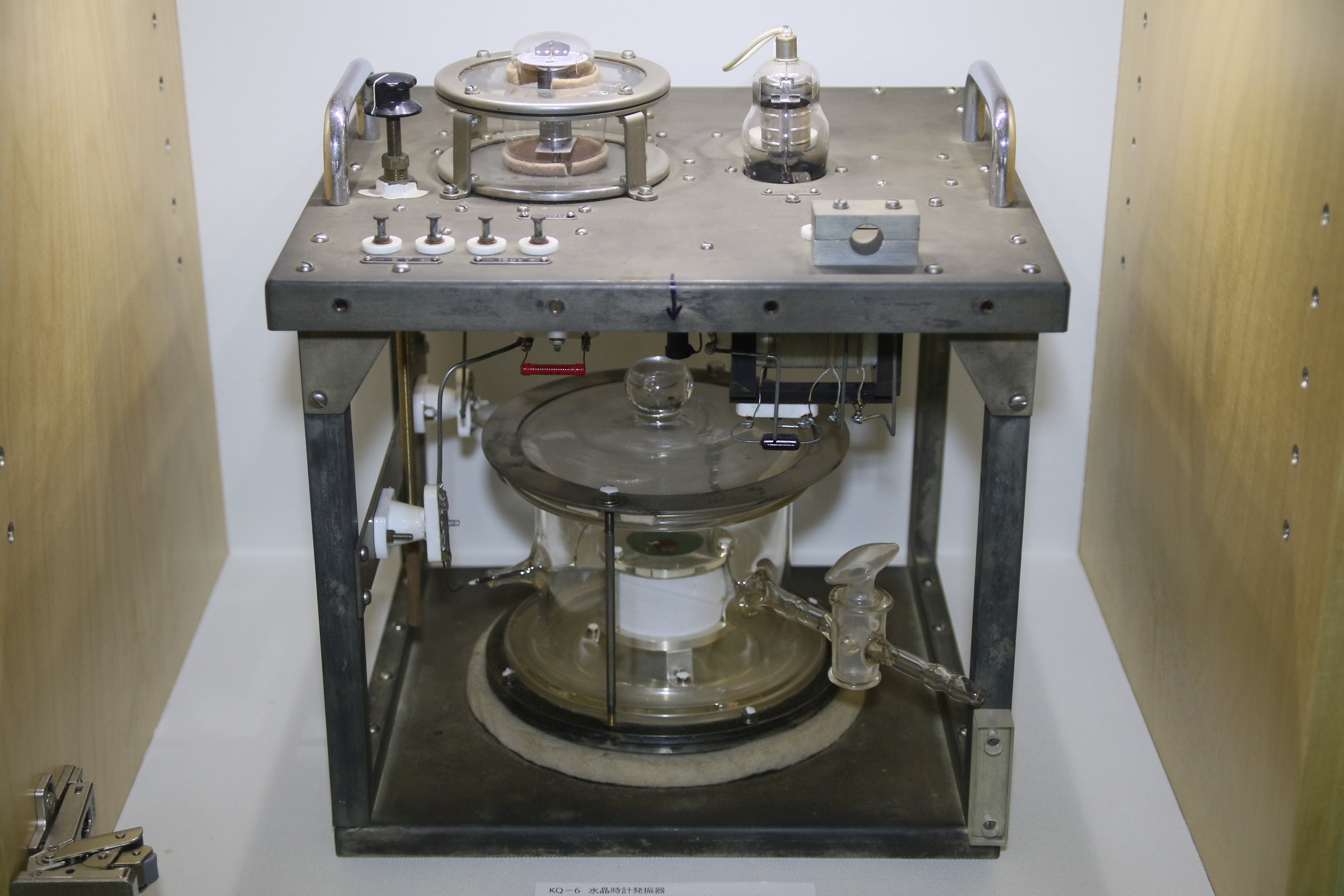
KQ-6 水晶時計発振器
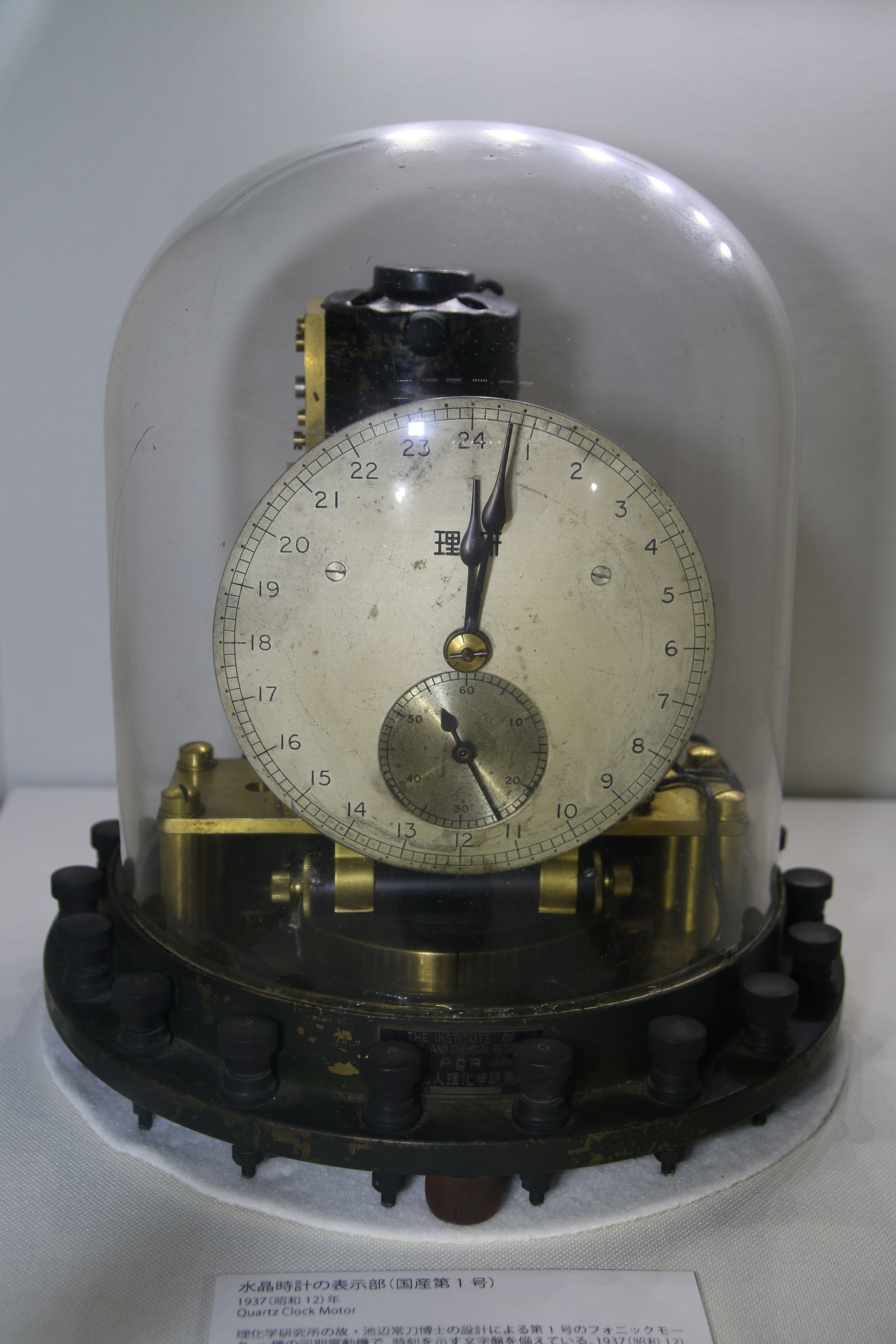
水晶時計の表示部(国産第1号)
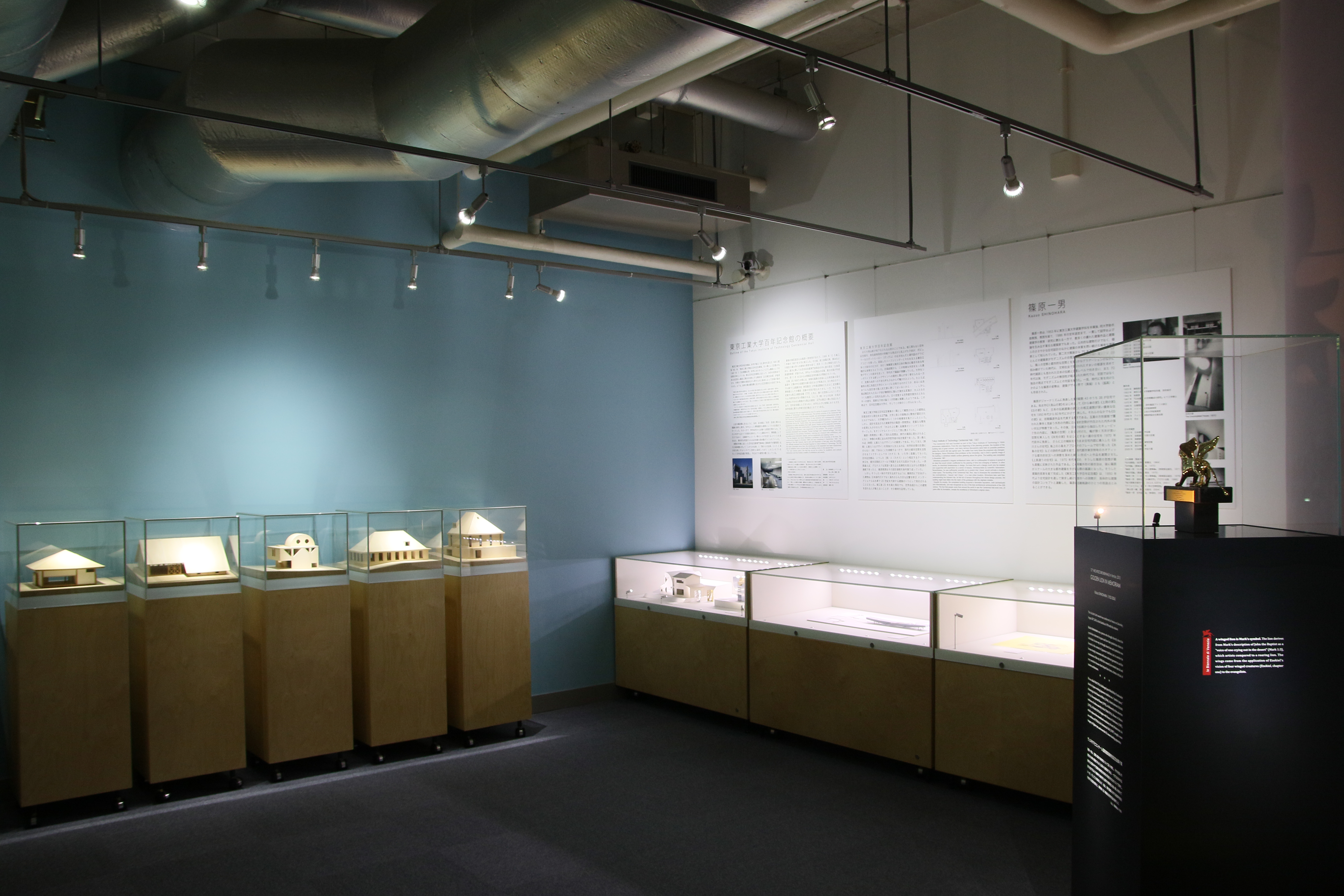
百年記念館／篠原一男展示室
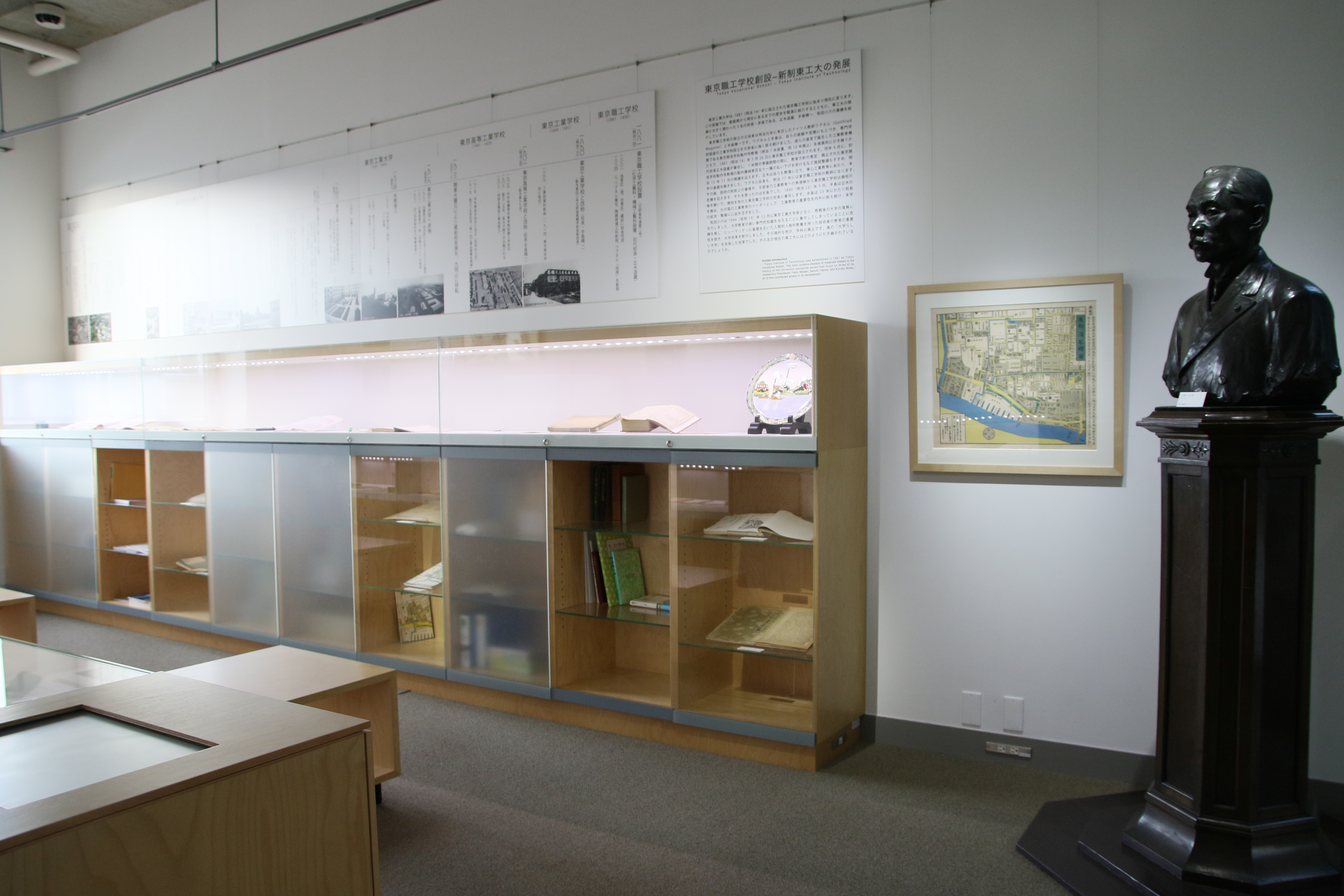
東工大史展示室